# Stuck in the Middle
Stuck in the Middle, in het Nederlands bekend als De Middelste van 7, is een Amerikaanse familie- en comedyserie, ontwikkeld door Alison Brown en Linda Videtti Figueiredo en gemaakt door Alison Brown die werd uitgezonden op Disney Channel van 14 februari 2016 tot 23 juli 2018. De serie richt zich op Jenna Ortega als Harley Diaz, die veel gadgets uitvindt om met het leven in een groot gezin om te gaan. Naast de reguliere afleveringen van de serie werden op 16 december 2016 ook zes korte films uitgezonden.

## Verhaal
Harley Diaz is een 13-jarig meisje uit Marshport (fictieve stad in Massachusetts) en is het middelste kind van een groot gezin van zeven. Ze woont samen met haar vader Tom (manager van een viswinkel), haar moeder Suzy (huisvrouw), haar zussen Rachel (16 jaar oud), Georgie (15 jaar oud) en Daphné (6 jaar oud) en haar broers Ethan (14 jaar). ) en tweeling Lewie en Beast (8 jaar oud). Als uitvinder lost ze de problemen van haar familie op dankzij haar uitvindingen.

## Rolverdeling
| Acteur            | Personage    |
| ----------------- | ------------ |
| Jenna Ortega      | Harley Diaz  |
| Isaak Presley     | Ethan Diaz   |
| Ariana Greenblatt | Daphne Diaz  |
| Kayla Maisonet    | Georgie Diaz |
| Nicolas Bechtel   | Lewie Diaz   |
| Malachi Barton    | Beast Diaz   |
| Cerina Vincent    | Suzy Diaz    |
| Joe Nieves        | Tom Diaz     |
| Ronni Hawk        | Rachel Diaz  |

## Afleveringen
| Seizoen | Afleveringen | Uitgezonden      | Uitgezonden     |
| Seizoen | Afleveringen | Seizoen start    | Seizoen finale  |
| ------- | ------------ | ---------------- | --------------- |
| 1       | 17           | 14 februari 2016 | 22 juli 2016    |
| 2       | 20           | 3 februari 2017  | 27 oktober 2017 |
| 3       | 20           | 8 december 2017  | 23 juli 2018    |